# Grobnica narodnih herojev, Sarajevo
Grobnica narodnih herojev v Sarajevu je bil zgrajena leta 1949 in se je do leta 1981 nahajala v Velikem parku, nakar pa je bila prenesena v spominski park Vraca.

## Seznam
- Janko Balorda (1917–1942), za narodnega heroja proglašen 23. julija 1952.
- Aleksa Bojović Brko (1906–1943), za narodnega heroja proglašen 20. decembra 1951.
- Adem Buć (1914–1943), za narodnega heroja proglašen 26. julija 1949.
- Mahmut Bušatlija Buš (1914–1941), za narodnega heroja proglašen 26. julija 1945.
- Slaviša Vajner Čiča (1903–1942), za narodnega heroja proglašen 25. septembra 1944.
- Mustafa Dovadžija (1921–1942), za narodnega heroja proglašen 27. julija 1951.
- Ilija Engel (1912–1944), za narodnega heroja proglašen 24. julija 1953.
- Pavle Goranin Ilija (1915–1944), za narodnega heroja proglašen 15. maja 1944.
- Gliša Janković (1913–1944), za narodnega heroja proglašen 27. novembra 1953.
- Ravijojla Janković Rava (1919–1944), za narodnega heroja proglašena 20. decembra 1951.
- Boriša Kovačević Šćepan (1908–1943), za narodnega heroja proglašen 22. julija 1949.
- Radojka Lakić (1917–1941), za narodnega heroja proglašena 8. junija 1945.
- Omer Maslić (1913–1942), za narodnega heroja proglašen 27. novembra 1953.
- Branko Milutinović Obren (1918–1942), za narodnega heroja proglašen 5. julija 1951.
- Vaso Miskin Crni (1918–1945), za narodnega heroja proglašen 26. julija 1945.
- Dušan Pajić-Dašić (1912–1943), za narodnega heroja proglašen 27. novembra 1953.
- Vladimir Perić Valter (1919–1945), za narodnega heroja proglašen 24. julija 1953.
- Slobodan Princip Seljo (1914–1942), za narodnega heroja proglašen 6. septembra 1942.
- Miladin Radojević (1914–1941), za narodnega heroja proglašen 20. decembra 1951.
- Ahmet Fetahagić (1913–1944), za narodnega heroja proglašen 10. septembra 1949.
- Avdo Hodžić (1921–1943), za narodnega heroja proglašen 5. julija 1951.
- Miljenko Cvitković (1914–1943), za narodnega heroja proglašen 22. julija 1949.
- Jusuf Džonlić (1920–1944), za narodnega heroja proglašen 20. decembra 1951.
- Branko Šurbat Bane (1920–1943), za narodnega heroja proglašen 27. novembra 1953.